# 1 E3 m
1 E3 mは、1000 m - 10000 m の長さのリスト。
- 1 km 未満

| 値          | 説明                                                                                  |
| ----------- | ------------------------------------------------------------------------------------- |
| 1000 m      | 1 キロメートル (km)                                                                   |
| 1000 m      | 0.621371 マイル                                                                       |
| 1000 m      | 1,093.61 ヤード                                                                       |
| 1000 m      | 3,280.84 フィート                                                                     |
| 1000 m      | 面積1 km²の正方形の一辺                                                               |
| 1000 m      | 面積 3.14 km² の円の半径                                                              |
| 1000 m      | 長波の最短波長 (300 kHz)                                                              |
| 1,085 m     | 東海北陸自動車道松ノ木峠（日本の高速道路の最高所。cf. 松ノ木峠PA）の標高（海抜）      |
| 1,346 m     | 野辺山駅（標高日本一の普通鉄道の駅）の海抜                                            |
| 1,500 m     | 1500メートル競走                                                                      |
| 1,609.344 m | 1 マイル                                                                              |
| 1,637 m     | バイカル湖（世界一深い湖）の最大水深                                                  |
| 1,700 m     | ミナミゾウアザラシの潜水可能深度                                                      |
| 1,852 m     | 1 海里（地球楕円体面上における緯度1分に相当する子午線弧長にほぼ等しい）               |
| 1,991 m     | 明石海峡大橋（世界最長の吊橋）の中央支間（中央の支柱の間の距離）                      |
| 2,172 m     | 渋峠（日本国道の最高所）の海抜                                                        |
| 2,228 m     | コジオスコ（オーストラリア大陸最高峰）の標高                                          |
| 2,309.47 m  | 三峡ダム（建設中・未完成の、世界最大規模のダム）の堤頂長（堤の頂上部の長さ）          |
| 2,702 m     | 白山の標高                                                                            |
| 3,000 m     | マッコウクジラ（最も高い潜水能力を持つ肺呼吸動物）の最深潜水記録                      |
| 3,015 m     | 立山の標高                                                                            |
| 3,776 m     | 富士山（日本最高峰）の標高                                                            |
| 3,911 m     | 明石海峡大橋の全長                                                                    |
| 3,927 m     | 1 里                                                                                  |
| 4,000 m     | 成田国際空港A滑走路の長さ                                                             |
| 4,810 m     | モンブラン（アルプス山脈最高峰、狭義のヨーロッパ最高峰）の標高                        |
| 4,884 m     | プンチャック・ジャヤ（オセアニア最高峰）の標高                                        |
| 4,897 m     | ヴィンソン・マシフ（南極大陸最高峰）の標高                                            |
| 5,068.63 m  | タングラ駅（青蔵鉄道唐古拉駅。標高世界一の鉄道駅）の海抜                              |
| 5,072 m     | タングラ峠（en。鉄道の世界最高地点にあたる峠）の海抜                                  |
| 5,565 m     | セモ・ラの道（en. 正確に測量された標高世界一の自動車通過可能道路）の海抜              |
| 5,604 m     | ダマーヴァンド山（中東最高峰）の標高                                                  |
| 5,642 m     | エルブルス山（ヨーロッパ大陸最高峰）の標高                                            |
| 5,895 m     | キリマンジャロ（アフリカ大陸最高峰）の標高                                            |
| 6,081 m     | ローガン山（北アメリカ大陸第2位峰、カナダ最高峰）の標高                               |
| 6,194 m     | デナリ（マッキンリー。北アメリカ大陸最高峰）の標高                                    |
| 6,267 m     | チンボラソ（地球の中心から最も離れた山［6384.4km］。エクアドル最高峰）の標高          |
| 6,962 m     | アコンカグア（アメリカ大陸最高峰、南アメリカ大陸最高峰）の標高                        |
| 7,000 m強   | 鳥の飛翔可能高度〈標高〉（標高7,000 m以上のヒマラヤ山脈を越えて渡りをするアネハヅル） |
| 8,000 m     | テミスト（木星の衛星）の直径                                                          |
| 8,000 m     | マアト山（金星で最も高い火山）の、金星平均半径を基準とした標高                        |
| 8,020 m     | 日本海溝の深さ                                                                        |
| 8,611 m     | K2（世界第2位峰）の標高                                                               |
| 8,850 m     | エベレスト（世界最高峰、世界最高海抜）の標高                                          |
| 9,368 m     | 瀬戸大橋（世界最長の鉄道道路併用橋）の全長                                            |
| 9,607 m     | 東京湾アクアラインのトンネル部の全長                                                  |

- 10 km 以上